# ビル・バロン
ビル・バロン（Bill Barron、1927年3月27日 - 1989年9月21日）は、アメリカのジャズ・テナー・サクソフォーン、ソプラノ・サクソフォーン奏者。

## 略歴
アメリカ・ペンシルバニア州フィラデルフィア生まれ。
1959年のセシル・テイラーの録音で最初に登場したが、後にフィリー・ジョー・ジョーンズと共に広範囲の録音に現れ、ポスト・バップのカルテットでテッド・カーソンと共同で牽引して来た。ビル・バロンの弟にピアニストのケニー・バロンがいたが、ビル・バロンが率いるセッションすべてにケニー・バロンが参加している。ビル・バロンが録音する際の共演者はチャールズ・ミンガスが挙げられる。
ビル・バロンはブルックリンの子供たちのためのジャズ・ワークショップを監督し、ニューヨーク市立大学で教え、ウェズリアン大学（Wesleyan University）音楽学部学部長に就任した。サヴォイで1972年に録音したジャズ・アルバムがサヴォイ最後のジャズ・アルバムとなり、ミューズでも録音した。ビル・バロン・コレクションはラトガース大学図書館ジャズ研究所に収容されている。
アメリカ・コネチカット州ミドルタウンで死去。

## ディスコグラフィ

### リーダー・アルバム
- 『ザ・テナー・スタイリングス』 - The Tenor Stylings of Bill Barron (1961年、Savoy)
- 『モダン・ウィンドウズ』 - Modern Windows (1962年、Savoy)
- 『ウェスト・サイド物語』 - West Side Story Bossa Nova (1963年、Dauntless)
- 『ホット・ライン』 - Hot Line (1964年、Savoy)
- 『トランペットの雄豹』 - Now Hear This! (1964年、Audio Fidelity)
- Motivation (1972年、Savoy)
- Jazz Caper (1982年、Muse)
- Variations in Blue (1983年、Muse)
- 『ザ・ネクスト・プラトー』 - The Next Plateau (1989年、Muse)
- Higher Ground (1993年、Joken)
- A Swedish-American Venture (2002年、Dragon)
- Live at Cobi's (2005年、SteepleChase)
- Live at Cobi's 2 (2006年、SteepleChase)

### 参加アルバム
テッド・カーソン
- 『プレンティ・オブ・ホーン』 - Plenty of Horn (1961年、Old Town)
- 『ドルフィーに捧げる涙』 - Tears for Dolphy (1965年、Fontana)
- 『ザ・ニュー・シング・アンド・ザ・ブルー・シング』 - The New Thing & the Blue Thing (1965年、Atlantic)
- 『フリップ・トップ』 - Flip Top (1977年、Arista/Freedom)
- Snake Johnson (1981年、Chiaroscuro)

チャールズ・ミンガス
- 『プリ・バード』 - Pre-Bird (1961年、Mercury)
- Jazz Makers (1963年、Mercury) ※EP

その他
- ケニー・バロン : Lucifer (1975年、Muse)
- テッド・ヒース : 『ビッグ・バンド』 - London Stereo Laboratory Vol. 4 Big Band (1974年、London)
- フィリー・ジョー・ジョーンズ : 『フィリー・ジョーズ・ビート』 - Philly Joe's Beat (1960年、Atlantic)
- フィリー・ジョー・ジョーンズ : 『ショーケース』 - Showcase (1960年、Riverside)
- セシル・テイラー : 『ラヴ・フォー・セール』 - Love for Sale (1959年、United Artists)
- セシル・テイラー : In Transition (1975年、Blue Note)